# 皮埃尔·穆莱莱
皮埃尔·穆莱莱（法語：Pierre Mulele，姓亦作；1929年8月11日—1968年10月3日或9日）是一位刚果（利）叛乱分子，活跃于1964年的奎卢叛乱中。穆莱莱曾在帕特里斯·卢蒙巴的内阁中担任教育部长。随着卢蒙巴于1961年1月被暗杀，以及他公认的副手安托万·基赞加在一年后被捕，穆莱莱成为坚定继续斗争的卢蒙巴主义者之一。他前往开罗，担任总部设于布拉柴维尔的卢蒙巴派组织“刚果民族解放委员会”的代表。1963年，他从开罗前往中国接受军事训练，并带领一批刚果青年同行，接受游击战术方面的培训。流亡时，穆莱莱被独裁者蒙博托·塞塞·塞科以特赦为诱饵骗回刚果；然而，他一回国，便遭蒙博托下令拷打并处决。他是巴彭德人。

## 生平

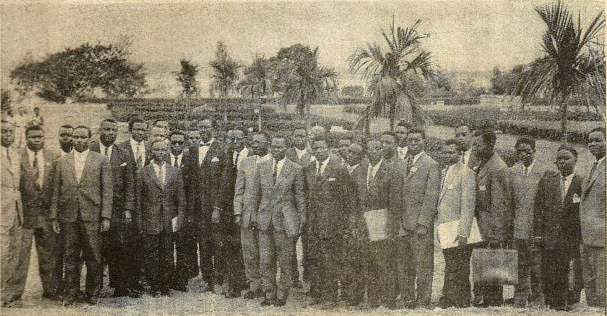
1960年的穆莱莱（右数第三个）和卢蒙巴政府

在服役一段时间后，皮埃尔·穆莱莱开始投身政治运动。他加入了反对殖民主义的工会组织“非洲人联合进步大会”，并参与了一项旨在争取黑人和白人公务员权利平等的运动，在此期间，他还参与创立了具有民族主义倾向的非洲团结党。

### 辛巴叛乱
1964年1月，一场新的冲突爆发，自称为“辛巴”（斯瓦希里语中“狮子”的意思）的刚果叛军举兵反抗政府。他们的领导者是穆莱莱、加斯东·苏米亚洛特和克里斯托弗·贝尼，三人都曾是安托万·基赞加领导的非洲团结党的成员。
在辛巴起义期间，曾在东方集团和中华人民共和国接受过训练的穆莱莱在奎卢省领导了一个毛派组织。 这就是奎卢叛乱。穆莱莱公开自称毛主义者，因此他的叛乱得到了共产主义中国的支持。到1964年4月底，政府已经在一定程度上削弱了穆莱莱叛乱的威胁。 苏联在刚果首都利奥波德维尔设有大使馆，但并未支持穆莱莱在奎卢的起义，也没有参与起义的准备工作：正是由于缺乏苏联支持，穆莱莱才转向中国，寻求其庇护。
皮埃尔·穆莱莱表示，他的思想受到了在中国观察所得的启发，因而强调妇女在起义中的作用，并坚定反对部族主义。1964年，当他抵达伊迪奥法时，尚在政府军反攻前，当地居民也尚未撤离，他便组织与当地精英的会面，以唤醒青年对其革命正当性的认同。在这些精英中，他结识了天主教学校的校长迪厄多内·穆坦布拉，此人是白人传教士（无玷圣母献主会，OMI）在伊迪奥法地区的本地助理之一。多年后，穆坦布拉仍记得与穆莱莱会面的情景，称他为一位聪慧而有教养的人，志在向年轻一代播下发展的种子，其目标是将来能培养出大批曾在国外受教育的知识分子。
到八月份，辛巴叛乱分子已经占领了斯坦利维尔并在那里建立了叛乱政府。 然而，刚果中央政府请求外国干涉，在外国雇佣兵指挥下发动猛烈攻势后，苏米亚洛特和贝尼指挥下作战的部队在1964年11月被击溃。 比利时伞兵在斯坦利维尔的空降行动，以及来自美国的关键军事援助，对叛军的失败也起到了决定性作用。1964年11月24日，美国空军出动5架C-130运输机，将比利时伞兵团的350名伞兵空投到斯坦利维尔机场，营救被辛巴叛军挟持的2000名欧洲平民。 这一举动使美国在当时的非洲极不受欢迎。 叛乱失败后，穆莱莱流亡到刚果共和国。
1968年，当时的总统蒙博托·塞塞·塞科劝说穆莱莱结束流亡返回祖国，并承诺给予他大赦。然而穆莱莱一回国，蒙博托便违背承诺，他被公开折磨和处决：他的眼睛、耳朵、鼻子和生殖器被残忍割除，四肢也在他仍活着的情况下被一一斩断。最终，他的尸体被抛入刚果河。十年后，蒙博托又下令处决穆莱莱的母亲，并将穆莱莱的一个儿子一同杀害。
2002年，金沙萨的一条大道被更名皮埃尔·穆莱莱大道。

## 意识形态
穆莱莱的政治理念被称为穆莱莱主义。
1964年奎卢叛乱爆发时，穆莱莱以一种令人联想起中国共产党革命准则的方式领导了这场叛乱。他要求其战士遵守极为严格的道德规范，强调自律与对平民的尊重。然而，这些部族出身的农民战士难以管束，许多人无视穆莱莱的命令。穆里勒为其游击战士制定的八项行为准则，显示出毛主义关于“人民战争”的著作对奎卢叛乱产生了巨大影响。穆里勒的行为准则如下：
- 尊重所有人，哪怕是坏人。
- 以诚实的方式购买村民的物品，不得偷窃。
- 借来的东西要按时归还，不得引发纠纷。
- 打坏了别人的东西要照价赔偿，并心平气和地处理。
- 不得伤害他人。
- 不得毁坏或践踏他人的土地。
- 尊重女性，不得随意玩弄。
- 不得虐待战俘。

将毛主义中国的实践尝试适应非洲的现实，也体现在穆莱莱把农民作为其革命主力的做法中。

## 个人生活
穆莱莱出生于奎卢省。他与安托万·基赞加一起在钦藏比的神学院接受初期中等教育。之后，他又在比属刚果棕榈油精炼厂创办、由仁爱兄弟会管理的莱弗维尔中学继续学习了三年。
他娶了莱奥妮·阿博，一个和他一起在地下反抗运动中和穆莱莱的游击队一起生活了五年的战士。1968年，在她的丈夫被暗杀之后，她逃到了刚果共和国，并在那里生活至今。阿博作出了巨大的努力，以纪念她被杀害的丈夫。比利时政治家、作家吕多·马尔滕斯的著作《刚果女性》中讲述了阿博的故事。

## 扩展阅读
- . Time Magazine. 1968-10-18  [2018-11-20]. （原始内容存档于2013-06-24）.
- Martens, Ludo. Pierre Mulele ou la Seconde Vie de Patrice Lumumba. EPO. (unknown ISBN)
- Martens, Ludo. The people's uprising in the Congo (Kinshasa) 1964-1968: The way of Patrice Lumumba and Pierre Mulele. Labour Party of Belgium. ASIN B0007B9CMY
- Martens, Ludo. 10 jaar revolutie in Kongo, 1958-1966: De strijd van Patrice Lumumba en Pierre Mulele. EPO. ISBN 90-6445-854-5
- Wrong, Michela. In The Footsteps of Mr. Kurtz: Living on the Brink of Disaster in Mobutu's Congo. Perennial. ISBN 0-06-093443-3
- Young, Crawford, and Thomas Turner. The Rise and Decline of the Zairian State. University of Wisconsin Press. ISBN 0-299-10110-X
- Source of Mulele's date of death （页面存档备份，存于）
- Information on the 1964 Simba rebellions, including Mulele's rebellion
- Additional information on Mulele (in French) (PDF format)